# Musée National de la Résistance et des Droits Humains

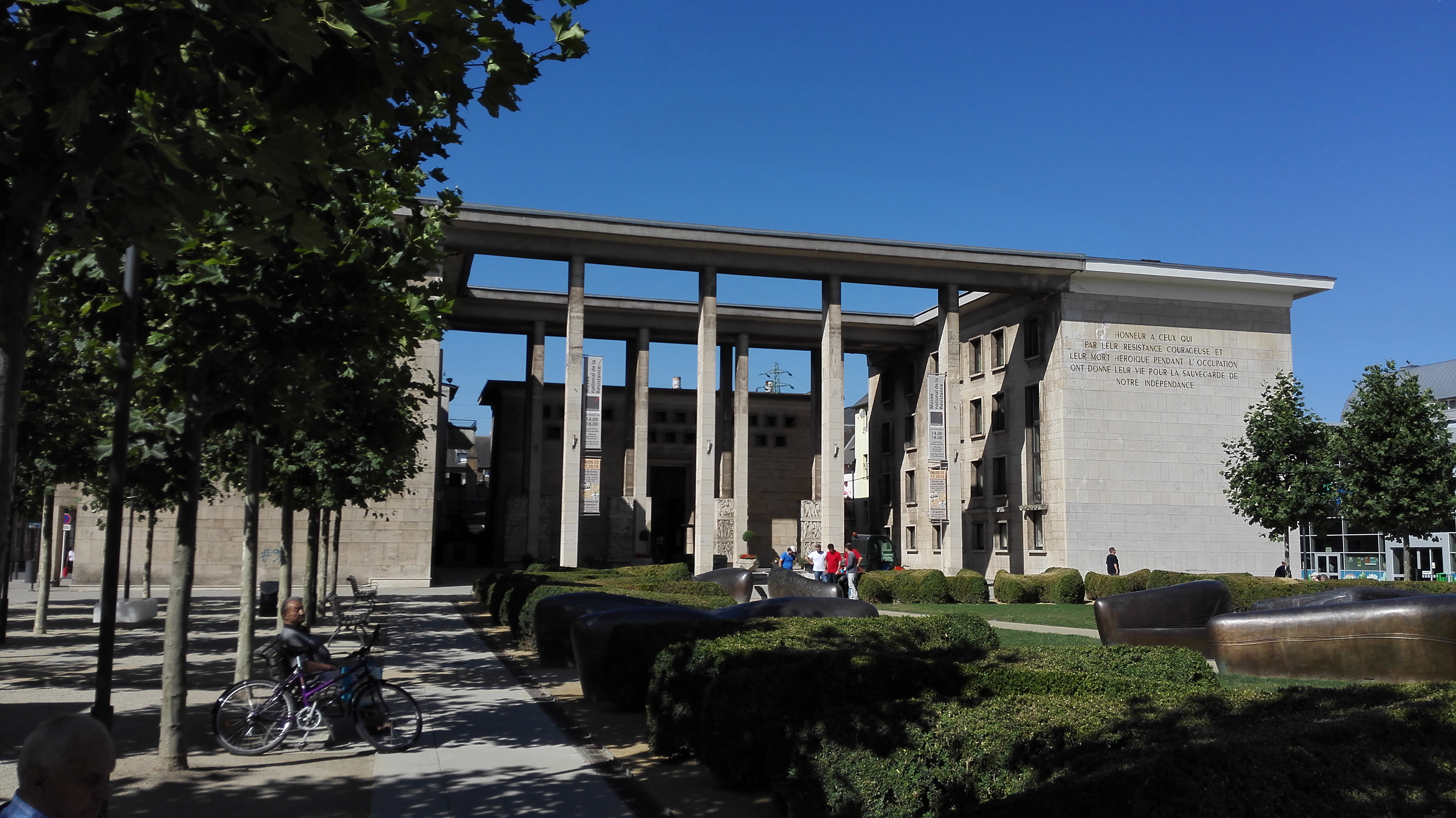
Eingangsfront

das Musée National de la Résistance et des Droits Humains (MNR) (dt. Nationales Museum des Widerstands und der Menschenrechte) ist ein Museum im Stadtzentrum von Esch an der Alzette.
Das Museum zeigt Exponate der Geschichte der Juden in Luxemburg und der Deportation von Juden aus Luxemburg zur Zeit des Nationalsozialismus. Alle sechs Monate gibt es eine Wechselausstellung meist künstlerischer Werke.
Das Museum wurde Ende der 1940er Jahre von ehemaligen luxemburgischen Widerstandskämpfern gegen den Nationalsozialismus erdacht und durch Spenden 1956 eröffnet. Das Gebäude wurde nach Plänen von Nicolas Schmit-Noesen und Laurent Schmit erbaut.